# Vekerd
Vekerd (románul: Vecherd) község Hajdú-Bihar vármegyében, a Berettyóújfalui járásban. 741 hektáros kiterjedésével a megye legkisebb közigazgatási területű települése, 2018-as adat szerint lakónépesség és a lakások száma tekintetében is a legkisebb volt.

## Fekvése
Zsáka központjától 3-4 kilométerre délnyugatra található, de teljesen enklávé jelleggel ékelődik be annak határrészei közé, vagyis minden irányból csak zsákai közigazgatási területek veszik körbe. Természetföldrajzi szempontból a Bihari-sík nyugati vidékén, az Ölyvös-csatorna partján fekszik.

### Megközelítése
Zsákfalu létének dacára közúton könnyen megközelíthető, mert közvetlenül a Debrecen-Békéscsaba-Szeged közt húzódó 47-es főút közelében fekszik, központja mindössze 3 kilométere letéréssel érhető el a főútról, a 42 112-es számú mellékúton.
Vasútvonal a településnek a környékét sem érinti, a legközelebbi vasúti csatlakozási pont Berettyóújfalun található, a Püspökladány–Biharkeresztes-vasútvonal Berettyóújfalu vasútállomása.

## Története
Vekerd nevével a curui apátsággal kapcsolatban a Váradi regestrumban találkozhatunk először, ahol Vazul curui apát vekerdi lakosokat valamely „kihágással” vádolt.
1332-ben a pápai tizedjegyzékben is szerepel, mint nemesi birtok, nevét ekkor Venednek írták, a 14. században pedig Herneld néven nevezték.
1552-ben 6 portát számoltak össze a településen, birtokosa ekkor Buday Miklósné volt. 1605-ben Bocskai kiváltságokkal ajándékozta meg a falut. Az 1700-as évek táján a falut rácok dúlták fel. 1732-ben Vekendet már csak mint pusztát említik. Ekkor földesura Baranyi Miklós volt.
Az 1800-as években több családnak is volt itt birtoka, így a Dessewffy, Molnár, Olasz, Buday, Elek és Nemes családoknak is.

## Közélete

### Polgármesterei
| Időszak   | Polgármester  | Párt        |
| --------- | ------------- | ----------- |
| 1990–1994 | Nagy Imre     | független   |
| 1994–1998 | Nagy Imre     | független   |
| 1998–2002 | Nagy Imre     | független   |
| 2002–2006 | Juhász István | független   |
| 2006–2010 | Juhász István | független   |
| 2010–2014 | Juhász István | független   |
| 2014–2019 | Juhász István | független   |
| 2019–2024 | Juhász István | Fidesz-KDNP |
| 2024–     | Juhász István | Fidesz-KDNP |

## Népesség
A település népességének változása:
2001-ben a település lakosságának 81%-a magyar, 15%-a román, 4%-a cigány nemzetiségűnek vallotta magát.
A 2011-es népszámlálás során a lakosok 97,6%-a magyarnak, 2,4% románnak mondta magát (2,4% nem nyilatkozott; a kettős identitások miatt a végösszeg nagyobb lehet 100%-nál). A vallási megoszlás a következő volt: római katolikus 13%, református 32,5%, görögkatolikus 0,8%, felekezeten kívüli 8,9% (9,8% nem válaszolt).
2022-ben a lakosság 88,2%-a vallotta magát magyarnak, 2% cigánynak, 2% románnak, 1% lengyelnek, 1% németnek (11,8% nem nyilatkozott; a kettős identitások miatt a végösszeg nagyobb lehet 100%-nál). Vallásuk szerint 20,6% volt ortodox, 18,6% református, 9,8% római katolikus, 2,9% görög katolikus, 20,6% felekezeten kívüli (27,5% nem válaszolt).

## Nevezetességei
- Görögkeleti templom
- Bazsarózsakertészet

## Külső hivatkozások
- Vekerd az utazom.com honlapján
- A polgármester szállítja az ebédet a legszegényebb faluba (pontosítás: a legfejletlenebb településre) – Index.hu, 2006. január 5. – Vekerd Magyarország legfejletlenebb települése